# Geoffroy-tamarin

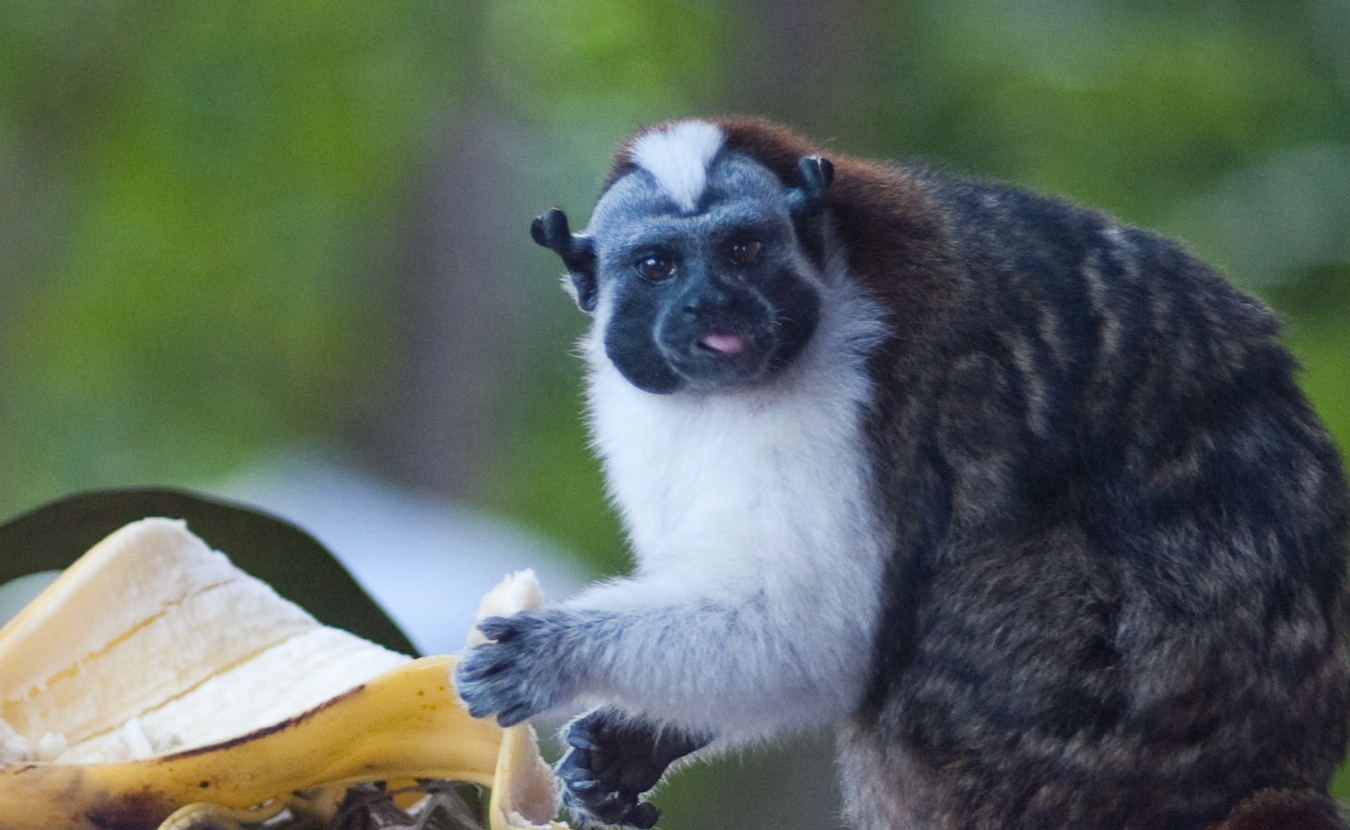

A Geoffroy-tamarin vagy más néven Geoffroy-csicsergőmajom (Saguinus geoffroyi) az emlősök (Mammalia) osztályába a főemlősök (Primates) rendjébe és a csuklyásmajomfélék (Cebidae) családjába tartozó faj.
Régebben a gyapjasfejű tamarin (Saguinus oedipus) alfajaként tartották számon, de jelenleg önálló fajnak tartják.

## Megjelenése
20-29 centiméter a hossza. Farka hosszabb, mint a teste (31-42 centiméter). Súlya 350-450 gramm. 
Barnás-fekete háta és fekete fülei vannak. Hasa és melle fehér.

## Elterjedése
A legészakabbra élő faj a családból és az egyetlen amelyik Közép-Amerikában is él. Costa Rica, Panama és Kolumbia területén honos.
Erdőkben élő faj, a fák lombkoronájában él.

## Életmódja
Nagyon aktív állatok. Néhány órás alvástól eltekintve egész nap tevékenyen mozognak, és idejük nagy részét táplálékszerzéssel, a társaikkal való játékkal, veszekedéssel töltik.
3-15 tagú csoportokban él, melyek egy domináns, monogám párkapcsolatban élő párból, azok utódaiból és egyéb csoportból származó, még nem ivarérett egyedekből állnak. Egy-egy csoport territóriuma 7-10 hektár között van.
A csoportok az éjszakát a sűrű bozótban vagy egy fa odvában töltik, a nap legnagyobb részében pedig egyik gyümölcstermő fáról vándorolnak a másikra. A karmosmajmok többségéhez hasonlóan főként a magasabb fákon mozog. Kis mérete miatt ki tud mászni a vékonyabb ágakra is.
Könnyű testsúlya miatt a vékony ágakon is biztonságosan mozoghat, ahová a rá vadászó ragadozók nem tudják követni.
Rovarokat, pókokat, gyümölcsöt és fanedvet is fogyaszt.

## Szaporodása
A 140 napos vemhesség után általában két kölyköt hoz világra a nőstény. A kicsiket mindig a hím egyed hordozza magával és csak a szoptatási időszakban adja át az anyaállatnak a kölyköket. Később a csapat többi tagja is foglalkozik a kölykökkel. A kicsik két-három hónapig szopnak és 16-20 hónapos korukra lesznek ivarérettek.
Várható élettartama 10 év körül van.

## Természetvédelmi helyzete
Elterjedési területe a gyapjasfejű tamarinénál nagyobb, ezért jelenleg nem számítanak veszélyeztetett fajnak, de az erdők irtása hosszú távon ezt a fajt is fenyegeti.
Állatkertekben ritkán tartott faj, jelenleg Magyarországon sehol sem tartják.

## Külső hivatkozások
- A faj szerepel a Természetvédelmi Világszövetség Vörös Listáján. IUCN. (Hozzáférés: 2009. szeptember 14.)